# Episodi di Ragionevoli dubbi (prima stagione)
La prima stagione della serie televisiva Ragionevoli dubbi è stata trasmessa in anteprima negli Stati Uniti d'America dalla NBC tra il 26 settembre 1991 e il 15 settembre 1992.
| nº | Titolo originale           | Titolo italiano | Prima TV USA      | Prima TV Italia |
| -- | -------------------------- | --------------- | ----------------- | --------------- |
| 1  | Pilot                      |                 | 26 settembre 1991 |                 |
| 2  | Hard Bargains              |                 | 27 settembre 1991 |                 |
| 3  | Making Dirt Stick          |                 | 4 ottobre 1991    |                 |
| 4  | Daddy's Little Girl        |                 | 18 ottobre 1991   |                 |
| 5  | ...and Sleep Won't Come    |                 | 25 ottobre 1991   |                 |
| 6  | The Silent Treatment       |                 | 1º novembre 1991  |                 |
| 7  | Tangled up in Blue         |                 | 8 novembre 1991   |                 |
| 8  | Aftermath                  |                 | 15 novembre 1991  |                 |
| 9  | One Woman's Word           |                 | 29 novembre 1991  |                 |
| 10 | Graduation Day             |                 | 5 dicembre 1991   |                 |
| 11 | Pure Gold                  |                 | 13 dicembre 1991  |                 |
| 12 | Dicky's Got the Blues      |                 | 20 dicembre 1991  |                 |
| 13 | The Shadow of Death        |                 | 17 gennaio 1992   |                 |
| 14 | The Discomfort Zone        |                 | 4 febbraio 1992   |                 |
| 15 | Fish out of Water          |                 | 11 febbraio 1992  |                 |
| 16 | Burning Desire             |                 | 3 marzo 1992      |                 |
| 17 | Love Is Strange            |                 | 17 marzo 1992     |                 |
| 18 | Home Is Where the Heart Is |                 | 17 marzo 1992     |                 |
| 19 | Maggie Finds Her Soul      |                 | 24 marzo 1992     |                 |
| 20 | Home to Roost              |                 | 8 settembre 1992  |                 |
| 21 | Change of Plans            |                 | 15 settembre 1992 |                 |